# يوان منغ
يوان منغ (بالصينية: 袁夢) مواليد 9 مايو 1986 في تشانغشا، هونان، الصين، هي لاعبة كرة مضرب صينية سابقة بدأت مسيرتها كمحترفة سنة 2003 وكانت تلعب باليد اليمنى، اعتزلت اللعب في 2014. أعلى تصنيف لها في الفردي كان المركز الـ 86 في سنة 2008. أعلى تصنيف لها في الزوجي كان المركز الـ 181 في سنة 2006.

## الخط الزمني للأداء
مفتاح
| ف | ن | ن.ن | ر.ن | د# | د.م | ل | أ.أ | ت | غ | ب | ف | ذ | م.خ | ل.ت |

(ف) فاز بالبطولة (ن) وصل النهائي (ن.ن) نصف النهائي (ر.ن) ربع النهائي (د#) الأدوار الأربعة الأولى (د.م) دور المجموعات (ل) شارك في كأس ديفيز (أ.أ) خرج من الأدوار الاولى (ت) خسر التصفيات التأهيلية (غ) غاب عن الحدث أو البطولة (ب) حصل على ميدالية برونزية (ف) حصل على ميدالية فضية (ذ) حصل على ميدالية ذهبية (م.خ) بطولة الماسترز خُفضت إلى مرتبة أقل (ل.ت) البطولة لم تعقد في السنة المعينة.
لتجنب الارتباك وازدواجية الحساب، يتم تحديث هذه المعلومات إما في نهاية البطولة، أو عندما تكون مشاركة اللاعب في البطولة قد انتهت.

### الفردي
| الدورة               | 2002  | 2003  | 2004  | 2005  | 2006  | 2007  | 2008  | 2009  | Career win المعدل | إجمالي ف/خ |
| -------------------- | ----- | ----- | ----- | ----- | ----- | ----- | ----- | ----- | ----------------- | ---------- |
| دورات الجراند سلام   |       |       |       |       |       |       |       |       |                   |            |
| أستراليا المفتوحة    | –     | –     | –     | –     | د2    | د1    | د2    | د1    | 0 / 4             | 2–4        |
| فرنسا المفتوحة       | –     | –     | –     | –     | د1    | –     | د1    |       | 0 / 2             | 0–2        |
| بطولة ويمبلدون       | –     | –     | –     | –     | د1    | –     | د1    |       | 0 / 2             | 0–2        |
| أمريكا المفتوحة      | –     | –     | –     | –     | د1    | –     | –     |       | 0 / 1             | 0–1        |
| جراند سلام المعدل    | 0 / 0 | 0 / 0 | 0 / 0 | 0 / 0 | 0 / 4 | 0 / 1 | 0 / 3 | 0 / 1 | 0 / 9             |            |
| جراند سلام فوز-خسارة | 0–0   | 0–0   | 0–0   | 0–0   | 1–4   | 0–1   | 1–3   | 0–1   |                   | 2–9        |

- إجمالي ف/خ = إجمالي الفوز والخسارة

## روابط خارجية
- يوان منغ على موقع رابطة محترفات التنس (الإنجليزية)
- يوان منغ على موقع الاتحاد الدولي لكرة المضرب (الإنجليزية)
- يوان منغ على موقع بطولة ويمبلدون (الإنجليزية)
- يوان منغ على موقع خلاصة التنس.كوم (الإنجليزية)
- يوان منغ على موقع اللجنة الأولمبية الصينية (الإنجليزية)